# Leppävirta
Leppävirta este o comună din Finlanda.